# Phyllonorycter elmaella
The Western Tentiform Leafminer (Phyllonorycter cây đuaella) là một loài bướm đêm thuộc họ Gracillariidae. Nó được tìm thấy ở British Columbia và Hoa Kỳ (California, Oregon, Washington và Utah).
Sải cánh dài khoảng 6 mm. Con lớn có màu nâu vàng với các dải hoặc chấm trắng.
Ấu trùng ăn Crataegus species, Malus species (bao gồm Malus communis, Malus domestica, Malus pumila và Malus sylvestris) và Prunus avium. Chúng ăn lá nơi chúng làm tổ.